# Сњешко Церин
Сњежан Сњешко Церин (Загреб, 18. јануар 1955) бивши је југословенски и хрватски фудбалер.

## Каријера
Сњешко Церин је на почетку фудбалске каријере играо за НК Трње и Загребачке плаве. Од 1976. године прелази у Динамо из Загреба. Био је део Динамове генерације која је освојила титулу првака Југославије у сезони 1981/82. Исте године је био најбољи стрелац првенства са 19 постигнутих голова. С Динамом је двапут освојио куп Југославије, 1980. и 1983. године. У том периоду је пет узастопних година био најбољи стрелац екипе.
Као играч Динама је одиграо 251 службену утакмицу и постигао 116 погодака, трећи је Динамов стрелац свих времена иза Игора Цвитановића и Дражана Јерковића. Од тога је постигао 101 у прволигашким утакмицама. Године 1986. је отишао у иностранство, играо је једну сезону за фудбалски клуб Аустрију из Клагенфурта.
Упркос доброј каријери и чињеници да је био један од ретких играча који су дали преко 100 голова у првој лиги, никад није био позван у репрезентацију Југославије.
Након играчке каријере није остао у фудбалу, а 2001. године је отворио дом за старије и немоћне особе близу Задра.

## Успеси
- Динамо Загреб
  - Првенство Југославије: 1981/82.
  - Куп Југославије: 1980, 1983.
- Индивидуални
  - Најбољи стрелац Првенства Југославије: 1981/82.